# Грушецкий, Пётр Иванович
Пётр Иванович Грушецкий (декабрь 1874, с. Копысь, Могилёвская губерния — ?, Кашира, Московская область) — товарищ председателя церковного совета церкви Трифона-мученика, включён в список «Новомученики и Исповедники Русской Православной Церкви XX века».

## Биография
Пётр Иванович Грушецкий родился в декабре 1874 года в селе Копысь Горецкого уезда Могилёвской губернии (сегодня Оршанский район (Витебская область), Республика Беларусь).
Окончил реальное училище. После служил полицейским околоточным надзирателем в Москве.
С 1920 г. — член церковного совета, затем товарищ председателя церковного совета церкви Трифона-мученика в Москве.
28 октября 1929 года арестован по групповому делу «Дело свящ. Н.Дулова и др. Москва, 1929 г.». На момент ареста был служащим артели «Текстильщик».
Осуждён колеггией ОГПУ СССР 23 ноября 1929 года по ст.58-10,58-11 УК РСФСР, с обвинением: «входил в право-монархическую церковную группировку, вёл антисоветскую агитацию». Приговорён к 3 годам концлагеря.
После отбытия наказания проживал в г. Кашира Московской области